# Rissa al barbecue
Rissa al barbecue (Barbecue Brawl) è un film del 1956 diretto da William Hanna e Joseph Barbera. È il centoquattresimo cortometraggio della serie Tom & Jerry, distribuito il 14 dicembre 1956 dalla Metro-Goldwyn-Mayer.

## Trama
Spike e Tyke sono in giardino, dove cercano di fare un barbecue, ma il cane finisce per carbonizzare la bistecca. Mentre i due tornano in casa per prenderne un'altra, Tom e Jerry si inseguono e il topo si nasconde nel sacco con la carbonella. Tom svuota il sacco per catturare Jerry, facendo infuriare Spike, che lo scaccia via. Jerry si nasconde poi nel cappello da cuoco di Spike, in una terrina contenente insalata, in uno spargipepe e in una baguette; ogni volta Tom cerca di catturarlo, ma viene allontanato da Spike. Alla fine il barbecue è pronto; Spike e Tyke si apprestano quindi a mangiare, ma arrivano sul posto delle formiche, che si appropriano di tutto il cibo.